# William Tritschler
William Henry Tritschler (St. Louis, 19 luglio 1873 – 13 luglio 1939) è stato un ginnasta e multiplista statunitense.

## Carriera
Tritschler partecipò ai Giochi olimpici di Saint Louis 1904 nelle gare di triathlon e ginnastica. Giunse quinto nel concorso a squadre, cinquantacinquesimo nel concorso generale individuale, cinquantanovesimo nel triathlon e sessantunesimo nel concorso a tre eventi.
Anche i suoi fratelli Edward e Richard presero parte all'Olimpiade di St. Louis.